# Петрос Персакис
Петрос Персакис (грч. Πέτρος Περσάκης; 1879. — ?) је био грчки гимнастичар учесник на првим Олимпијским играма 1896. у Атини.
Персакис је учествовао у две гимнастичке дисциплине на разбоју екипно и појединачно на круговима. У такмичењу на круговима био је трећи. У екипној конкуренцији такмичио се за екипу грчког Панхеленског удружења, која је освојила сребрну медаљу у конкуренцији три екипе.